# Міжнародний Рух АТД Четвертий Світ
Міжнародний Рух АТД Четвертий Світ - це неурядова неприбуткова організація цілями якої є подолання бідності та суспільного виключення, а ідейною базою є концепція Прав Людини, демократія, громадянське суспільство. Рух працює в партнерстві й солідарності з особами і спільнотами що мають досвід соціального виключення і бідності; зорієнтована на підтримку сімей, самотніх осіб та на накопичування знань про проблеми бідності й соціальної несправедливості. Незважаючи на те що Рух був заснований католицьким священиком о. Жозефом Вресінським, АТД Четвертий Світ позиціонує себе як організація без релігійної та політичної приналежності. Рух АТД присутній в понад 30 країнах на п'яти континентах. [Архівовано 10 грудня 2014 у Wayback Machine.]
АТД є транслітерацією з французької мови (Рух виник в кінці 1950-их у Франції) (фр. ATD - Agir tous pour la dignité), що перекладається як "діємо заради гідності кожного". Термін "Четвертий Світ" має відношення до маловідомого факту Французької Революції - повстання Хартії Четвертого стану, що було зверненням до найбідніших і недостатньо освічених людей яких було позбавлено права голосувати за нову конституцію.

## Зовнішні посилання
Офіційний сайт Міжнародного Руху АТД Четвертий Світ [Архівовано 17 червня 2014 у Wayback Machine.]